# Молодёжная лига Южного Камеруна
Молоде́жная ли́га Ю́жного Камеру́на (англ. Southern Cameroons Youth League) — ранее существовавшее движение за независимость Амбазонии, возглавляемая Аябо Чо Лукасом и Эбенезером Анквагой. После формирования Управляющего совета Амбазонии, было преобразовано в Африканское Народно-Освободительное Движение (АНОД). Изначально появилась в результате раскола Национального совета Южного Камеруна.

## История и деятельность
Ассоциация Молодёжной лиги Южного Камеруна (прародитель МЛЮК) сформировалась  в 1959 году как союз студентов, выступающих против присоединения англоязычной части Камеруна к французскоговорящей, а также введения обучения французскому языку на территории Южного Камеруна. Прародитель организации (ассоциация) выступала с инициативами в совете по опеке ООН.
Как современная организация сформировалась 28 мая 1995 года, и с того момента в качестве своих целей продвигала свободу, справедливость и право на самоопределение для Южного Камеруна. В своём уставе от 2010 года, утверждённый национально-исполнительным комитетом МЛЮК, провозглашает в качестве средств достижения целей только мирные и цивилизованные средства.
Международная кризисная группа заявляет, что МЛЮК, Движение за восстановление Южного Камеруна (SCARM) и НСЮК «являются «наиболее заметными» из групп, которые были сформированы в 1990-х годах и призывают к отделению. Международная кризисная группа добавляет что МЛЮК был «очень активен среди англоязычных студентов в 1990-х годах».
Согласно книге Пита Конингса, социолога и почетного исследователя Центра африканских исследований Лейденского университета (Центр африканских исследований), опубликованной в 2009 году Центром африканских исследований, под названием «Neoliberal bandwagonism: civil society and the politics of belonging in Anglophone Cameroon», в англоязычном Камеруне МЛЮК «почти превратилась в тайное общество в целях обеспечения безопасности и правопорядка». Также Конингс отметил, что во время своей полевой работы он «получил мало информации о размере, организационной структуре, вооружении и планах МЛЮК, а также позже обнаружил, что большинству членов МЛЮК самим не хватает этих знаний, и они просто ждут инструкций от своих местных лидеров".

## Организационная структура и лидеры
Национальный исполнительный комитет, высший орган власти, состоит из:
- Национальный председатель — Эбенезер Анквага;
- Стратегическое командование — верховный командующий — Бенедикт Куа;
- Генеральный секретариат — генеральный секретарь — Аябо Чо Лукас;
- Департаменты коммуникаций;
- Казначейство;
- Представительства связей с общественностью;
- Юридические конторы и отделения.

Командный совет, составляющий стратегическое командование — низшее руководящее звено МЛЮК и подразделяется на округа Южного Камеруна, должен состоять минимум из 3-4 поселений и иметь руководителя, дабы иметь полномочия обеспечивать безопасность от лица МЛЮК.